# Benedetto da Piombino
Benedetto Barzi, noto anche come Benedetto da Piombino e latinizzato come Benedictus de Plumbino (Piombino, 1340 circa – Padova, 14 marzo 1410), è stato un giurista e diplomatico italiano della seconda metà del XIV secolo.
Non va confuso con l'omonimo giurista Benedetto Barzi da Perugia (1389-1459), vissuto cinquant'anni dopo.

## Biografia
Nacque intorno al 1340 a Piombino; all'epoca la città era sotto il dominio di Pisa (per cui talvolta Benedetto è stato definito "pisano").
Nel 1380 venne inviato a Firenze quale ambasciatore di Pisa; ricoprì in seguito diversi altri incarichi diplomatici in altre città (fu giudice alle tutele a Genova).
Parallelamente si sviluppò la sua carriera accademica: nel 1395-1397 era lettore presso l'Università di Bologna. Ottenne a Padova la licenza in diritto civile nel settembre 1398, quindi nel novembre dello stesso anno il dottorato, venendo presentato da Baldo degli Ubaldi. Fu in seguito chiamato come lettore in varie città della penisola italiana. Nel 1408 iniziò ad insegnare presso l'università di Padova. Morì nel 1410 in quella città, venendo sepolto nella chiesa degli agostiniani.

## Opere
- (LA) Repetitiones, Pavia, Giacomo Pocatela, 1492.